# Мокрое (Рязанская область)
Мо́крое — село в Сасовском районе Рязанской области России. Входит в состав Каргашинского сельского поселения.
Название, по всей вероятности, произошло от заболоченной местности, то есть мокрого места, мокрой земли.

## Географическое положение
Село находится в северо-западной части Сасовского района, в 21 км к северо-западу от районного центра.
Ближайшие населённые пункты:
- деревня Русановка в 4 км к северо-востоку по грунтовой дороге;
- село Каргашино в 4,5 км к востоку по асфальтированной дороге;
- село Чубарово в 2,5 км к юго-западу по асфальтированной дороге;
- село Тонкачёво в 2 км к западу по грунтовой дороге.

Ближайшая железнодорожная станция Сасово в 23 км к юго-востоку по асфальтированной дороге.

## Природа

### Климат
Климат умеренно континентальный с умеренно жарким летом (средняя температура июля +19 °С) и относительно холодной зимой (средняя температура января −11 °С). Осадков выпадает около 600 мм в год.

### Рельеф
Высота над уровнем моря 134—139 м.

## История
Село впервые упоминается в писцовых книгах 1617 года. Первый владелец Дмитрий Мамстрюкович Черкасский.
в 1617 году уже имелось две церкви.
Далее село описано в Окладных книгах 1676 года (ИТУАК): «Л.707. Церковь Богоявления Господа Бога и Спаса нашего Иисуса Христа в пределе великого чудотворца Николая, в Шатском уезде, в селе Мокром. У тое церкви двор попа Ивана, двор дьечка Гришки, двор дьечка Александрика, двор просфирницын, двор пономарской. У тое-ж церкви церковные земли десеть чети в поли, в дву потомуж. Сенных покосов на тритцеть копен. В приходе к той церкви: два двора боярских, восмьдесят восмь дворов крестьянских, дватцеть четыре двора бобыльских, вдовьих шесть дворов, нищих два двора, и всего сто дватцеть семь дворов. И по скаски, за рукою тое церкви попа Ивана, и по досмотру старца Никонора, и детей боярских и подьячего, и по новому окладу доведется с тое церкви дани два рубли, семнатцеть алтын, четыре денги. Пошлин гривна. А прежния дани с тое церкви было рубль, десеть алтын. И перед прежним с тое церкви дани прибыло рубль, семь алтын, четыре денги. К сим окладным книгам села Мокрого Богоявленской поп Иван руку приложил.»
Далее упоминается в переписи 1678 года: « За стольником за князем Данилом Григорьевым сыном Черкасского в Селе Мокром крестьянских дворов. Во дворе Тараска Назаров
у него брат Янка У Тараски дети Уланка да Никанка десяти лет, Гришка шести лет
Гришка ж году, да приемыш Ивашка Семёнов сын Марин. Уланка бежал в 185 году.
У Янки детей Созонка Васка Федка Аввакумка. У Сазонка детей Артюшка осьми лет
Ивашка пяти лет У Васки дети Стенка семи лет Лунка четырех лет Во дворе Ивашки да Селивер …..и пр.»
Далее в переписи 1710 года (РГАДА 350-1-463): «Села Мокрого, а в нём Церкви Богоявления Христова
У той церкви во дворе поп Кондратий Григорьев 60 лет, у него попадья Ирина Перфильева дочь,55 лет
у них дети Прокофий,15 Иван, полугоду, За вдовой княгиней Марьей Ивановой дочерью князь Даниловской женою Григорьевича Черкасского в селе Мокром ….»
В 1717 году августа 24 дня Марья Данилова Черкасская продала село Петру Васильеву Измайлову.
В I ревизии в 1719 году село принадлежало Лейб Гвардии Преображенского полку капитану князь Григорьеву Алексееву, сыну Урусову.
В III ревизии в 1764 г, село Мокрое, 593 м.п., помещиков : Князя Федора Урусова 571 душа, Генерала Измайлова 22 души.
С период с 1780 по 1838 гг село Принадлежит Гагариным (Алексей Иванович, Иван Алексеевич,Дмтитрий Иванович)
С 1838 по 1917 г Дьяконовым.
Из Сборника статистических сведений по Тамбовской губернии. Том 7. Елатомский уезд. Тамбов, 1884:
«Въ Мокринской волости (въ с. Мокрое, дер. Новый Ункоръ, Хохловка, Высокая) многіе крестьяне занимаются отхожим землекопнымъ промысломъ. Они роють канавы, пруды, дѣлаютъ гати, плотины. Въ дальнія местности отсюда землекопы не ходять, а только на разстояніе въ 100—150 версть отъ своихъ деревень. При копаніи прудовъ, при насыпаніи гатей и плотинъ, получають по 1 руб. за куб. сажень вырытой земли. За канавы плата получается съ погонной сажени и разная, смотря по глубинѣ и ширинѣ канавы. Напр. за канаву въ 2 ½ арш. глубины и въ 1 ¼ арш. ширины плата бываетъ 10 — 15 к. съ погонной сажени, а за канаву въ ¾ арш. глубины и 1 ½ аршин ширины тольво 4 коп. съ погонной сажени. Землекопы заработываютъ до 10 р. въ мѣсяцъ, не считая расходовъ на харчи».
Из статьи «Некоторые вехи деятельности святителя Феофана Затворника на Тамбовской кафедре 1859 −1863»:
«Помещик села Мокрого Елатомского уезда Дьяков подал несколько жалоб в консисторию на диакона местной приходской церкви Михаила Тардина о том, что он якобы участвует в богослужении в нетрезвом виде. Владыка распорядился начать следствие. По его результатам члены консистории фактически приняли сторону помещика и вынесли такое решение: „Диакона Тардина Вышенскую пустынь на три месяца с употреблением его сообразно с его летами на труды и послушание“. Для 56-летнего священнослужителя это стало суровым наказанием. Епископ Феофан не утвердил решение консистории, а лично разобрался во всем и выяснил, что помещик действительно оговорил диакона. 8 апреля 1861 года он написал следующую резолюцию: „Диакона Тардина не посылать в Вышенскую пустынь, тотчас же перевести в Шацкую Черную Слободу с разрешением священно служения, под строгий надзор местного благочинного“. Фактически диакон Михаил получил повышение, так как приход Черной Слободы находился близ городе Шацка являлся более обеспеченным».
В 1883 г. Мокрое входило в Мокринскую волость Елатомского уезда Тамбовской губернии.
Тамбовские древности от 17 (4) августа 1917 года:
«Крестьяне Мокринской волости, дер. Высокой арестовали владельцев Дьяковых и свезли у них хлеб».
В советское время село входило в Мокринский сельский округ.
В 2004 году село вошло в состав Каргашинского сельского поселения.

## Население
| 1981 | 1989 | 2002 | 2010 |
| ---- | ---- | ---- | ---- |
| 330  | ↘280 | ↘196 | ↘171 |

### Известные уроженцы
- Алеевский Алексей Ильич — Герой Советского Союза.
- Михаил Емельянович Хватов (05.12.1896 — 13.08.1970) — советский военачальник, участник Великой Отечественной войны. генерал-майор танковых войск (1945)

## Инфраструктура

### Дорожная сеть
Прилегает к автодороге Сасово — Каргашино — Чубарово.

### Транспорт
Связь с райцентром осуществляется маршрутом № 107 Сасово — Чубарово. Автобусы малой либо средней вместимости (в зависимости от дня недели) курсируют круглогодично по данному маршруту два раза в день.

### Связь
Электроэнергию село получает по транзитной ЛЭП 10 кВ от подстанции 35/10 кВ «Каргашино».